# Bryophryne flammiventris
Espèce
Bryophryne flammiventris est une espèce d'amphibiens de la famille des Craugastoridae.

## Répartition
Cette espèce est endémique de la province de La Convención dans la région de Cuzco au Pérou. Elle se rencontre de 3 800 à 3 850 m d'altitude.

## Description
Les mâles mesurent de 19,0 à 20,1 mm et les femelles de 23,7 à 24,1 mm.

## Publication originale
- Lehr & Catenazzi, 2010 : Two new species of Bryophryne (Anura: Strabomantidae) from high elevations in southern Peru (region of Cusco). Herpetologica, vol. 66, no 3, p. 308-319 (texte intégral).